# وفاة عبد حمد مهاوش
عبد حمد مهاوش (العربية: عبد حمد مهاوش) كان نائب قائد جوي عراقي يُعتقد أنه كان قائدًا لقسم النقل واللوجستيات والنقل الجوي في القوات الجوية العراقية أثناء نظام صدام حسين مباشرة قبل غزو العراق عام 2003، حتى استسلامه للقوات الأمريكية في 10 نوفمبر 2003. توفي في 26 نوفمبر 2003 أثناء احتجازه لدى الولايات المتحدة في مركز احتجاز القائم على بعد حوالي 200 ميل (320 كـم) بغداد. شمال غرب بغداد، بعد فترة اعتقال دامت 16 يوماً.
عُيّن مهاوش طيارًا للنقل الثقيل والجوي عام 1969، وقاد جناحًا من طائرات الشحن الثقيلة من طرازي An-12 وAn-26 خلال الحرب العراقية الإيرانية. كان مسؤولًا عن عمليات النقل الجوي اللوجستية في القيادة الجوية الجنوبية العراقية خلال حرب الخليج. رُقّي إلى رتبة عميد/عميد جوي. رُقّي إلى رتبة رقيب عام 1991، وفي عام 1994، عُيّن قائدًا للقيادة الجوية الشرقية. عُيّن قائدًا لقيادة النقل الجوي الاستراتيجي عام 1999. بلغ مجموع ساعات الطيران المسجلة لديه 3125 ساعة من عام 1969 حتى عام 1997على طائرات أن-12 ، وإيل-76 ، وأن-26.
زعمت القوات الأمريكية في البداية أن موهوش قد قُبِضَ عليه أثناء غارة وأنه توفي لأسباب طبيعية، لكن صحيفة واشنطن بوست ذكرت لاحقًا أنه سلم نفسه في محاولة لتأمين إطلاق سراح أبنائه. في عام 2005، وُجِّه الاتهام إلى أربعة من أفراد الخدمة الأمريكية فيما يتعلق بالقتل.

## الجدل حول المطالبات الأمريكية
ويبدو أن ظروف القبض على مهاوش واحتجازه ووفاته كانت موضوع حملة من التضليل الإعلامي من جانب السلطات العسكرية الأميركية، التي تراجعت أو عدلت العديد من ادعاءاتها الأولية.
- في البداية، زُعم أن مهاوش قد أُلقي القبض عليه أثناء غارة، لكن تم الاعتراف لاحقًا بأنه استسلم طواعية.[1]
- أشارت المعلومات التي كُشِف عنها في البداية إلى أن موهوش كان متعاونًا وكشف عن أسماء المتمردين الرئيسيين، ولكن اُعتُرِفَ لاحقًا بأنه لم يكشف عن الكثير خلال الفترة التي كان يلقى فيها معاملة جيدة ولم يكشف عن أي شيء على الإطلاق بعد أن أصبحت التكتيكات قاسية.[1]
- وعلى الرغم من وفاة مهاوش تحت التعذيب، فقد زعم الجيش الأمريكي في بيان صحفي أن وفاته كانت لأسباب طبيعية.[1]

وفقًا لصحيفة واشنطن بوست:
بعد ساعات من وفاة مهاوش في الحجز الأمريكي في 26 نوفمبر/تشرين الثاني 2003، أصدر مسؤولون عسكريون بيانًا صحفيًا يفيد بأن السجين توفي لأسباب طبيعية بعد أن اشتكى من شعوره بالمرض. سارع ضباط العمليات النفسية في الجيش بتوزيع منشورات تهدف إلى إقناع السكان المحليين بتعاون الجنرال وكشفه عن هوية متمردين رئيسيين. في البداية، أبلغ الجيش الأمريكي الصحفيين أن مهاوش أُلقي القبض عليه خلال غارة. في الواقع، كان قد دخل قاعدة العمليات المتقدمة "النمر" في القائم في 10 نوفمبر/تشرين الثاني 2003، على أمل التحدث مع القادة الأمريكيين لتأمين إطلاق سراح أبنائه، الذين اعتُقلوا في غارات قبل 11 يومًا.

## التحقيق والاعتقالات والمحاكمة
توفي مهاوش أثناء تعرضه للتعذيب على يد قوات التحالف التابعة للواء الاستخبارات العسكرية 66 ووكالة المخابرات المركزية ومجموعة من المرتزقة العراقيين الذين استأجرتهم الوكالة. ونسبت قوات التحالف وفاته في البداية إلى "أسباب طبيعية"، حيث ذكر التقرير العسكري الرسمي أن "مهاوش قال إنه لم يكن على ما يرام وفقد وعيه لاحقًا". ومع ذلك، عندما اندلعت فضيحة التعذيب وإساءة معاملة السجناء في سجن أبو غريب، أقر البنتاغون بأن تقرير التشريح أشار إلى أن سبب الوفاة هو " الاختناق بسبب الخنق والضغط على الصدر"، وأن جسده أظهر "أدلة على صدمة قوية في الصدر والساقين". وذكر التقرير أيضًا أن الجنرال اختنق "أثناء استجوابه من قبل المخابرات العسكرية، بعد استجوابه من قبل وكالة المخابرات المركزية".
في عام 2004، أُلقيَ القبض على أربعة أشخاص فيما يتعلق بوفاة مهاوش: ضابط الصف الأول لويس إي. ويلشوفر جونيور، وضابط الصف الأول جيف إل ويليامز، الذين زُعم أنهما الجنديان اللذان أجريا الاستجواب، والرقيب من الدرجة الأولى ويليام جيه. سومر والمتخصص جيري إل. لوبر، اللذان عُيِّنا في منشأة الاحتجاز في وقت الاستجواب، والذين واجها أيضًا تهم الإهمال في أداء الواجب.
وفقًا لصحيفة واشنطن بوست:
ويعتقد كبار الضباط المسؤولين عن المنشأة القريبة من الحدود السورية أن مثل هذه "الأساليب الخانقة" كانت طرقاً معتمدة للحصول على معلومات من المعتقلين، وهي جزء مما تشير إليه اللوائح العسكرية بتكتيك "الخوف"، وفقاً لوثائق المحكمة العسكرية.
يُقال إن تأخير اعتقال المتهمين كان نتيجةً لتردد قائدهم، العقيد ديفيد تيبلز، في توجيه التهم وتفضيله التوبيخ البسيط. ولم يبدأ المحامون العسكريون إجراءات المقاضاة بموجب القانون العسكري إلا بعد نشر صحيفة دنفر بوست سلسلة مقالات تكشف عن المعاملة المتساهلة للمتهمين. وأكدت الوثائق التي كُشف عنها خلال هذه الإجراءات تعرض مهاوش لاعتداء جسدي ولقي حتفه على أيدي المحققين العسكريين.
داخل كيس النوم، لفظ المعتقل البالغ من العمر 56 عامًا أنفاسه الأخيرة، مُصابًا بكسور في ضلوعه، مُستلقيًا على الأرض تحت جندي أمريكي في غرفة الاستجواب رقم 6 في الصحراء العراقية الغربية. قبل يومين، قامت مجموعة سرية من الميليشيات العراقية شبه العسكرية، برعاية وكالة المخابرات المركزية الأمريكية، وبالتعاون مع محققي الجيش، بضرب مهاوش ضربًا مبرحًا، مستخدمةً قبضات الأيدي وهراوة وخراطيم مطاطية، وفقًا لوثائق سرية.
في عام 2005، وجّه جيش الولايات المتحدة اتهامات بالقتل والاعتداء والتقصير في أداء الواجب إلى ويلشوفر الابن وأفراد آخرين من القوات المسلحة فيما يتعلق بوفاة مهاوش. وكانت هذه أول مرة يُتّهم فيها جنود من قوات التحالف، سواءً من حرب العراق أو حرب أفغانستان، بجرائم قتل.

## الإدانات الجنائية
في 21 يناير/كانون الثاني 2006، أدانت هيئة محلفين عسكرية أمريكية ويلشوفر بتهمتي القتل غير العمد والتقصير في أداء الواجب في وفاة موهوش، لكن بُرِّئ من التهمة الأشد، وهي القتل. وأمرت هيئة المحلفين العسكرية بتوبيخه ومصادرة راتبه البالغ 6000 دولار، وتقييده في منزله ومكتبه وكنيسته لمدة شهرين، إلا أنه لم يُحكم عليه بالسجن.

## روابط خارجية
- حقوق الإنسان أولاً؛ خلف الأسلاك الشائكة: تحديث لإنهاء الاعتقالات السرية (2005)
- حقوق الإنسان أولاً؛ مسؤولية القيادة: وفيات المعتقلين في السجون الأميركية في العراق وأفغانستان